# Tatiana Kavvadia
Tatiana Kavvadia (in greco Τατιάνα Καββαδία?; Atene, 23 settembre 1976) è un'ex cestista greca.

## Carriera
Con la Grecia ha disputato i Campionati europei del 2001 e i Giochi olimpici di Atene 2004.